# Triftern
Triftern – gmina targowa w Niemczech, w kraju związkowym Bawaria, w rejencji Dolna Bawaria, w regionie Landshut, w powiecie Rottal-Inn. Leży około 6 km na południowy zachód od Pfarrkirchen.

## Demografia
| Rok  | Liczba mieszk. |
| ---- | -------------- |
| 1970 | 5 075          |
| 1987 | 5 012          |
| 2000 | 5 375          |